# Приглашение (фильм, 1973)
«Приглашение» (фр. L'invitation) — кинофильм режиссёра Клода Горетты, вышедший на экраны в 1973 году. Экранизация одноимённой пьесы Мишеля Виала. Лента получила приз жюри и международный приз Каннского кинофестиваля, а также номинировалась на премию «Оскар» за лучший фильм на иностранном языке.

## Сюжет
После смерти матери офисный клерк Реми Пласе продаёт городскую квартиру и приобретает большой загородный дом с садом. Чтобы отметить новоселье, он приглашает к себе всех своих коллег по работе и даже нанимает официанта по имени Эмиль. Коллеги поражены «шиком», неожиданным для скромного клерка. Постепенно, под влиянием алкоголя и жары, поведение гостей становится всё более непринуждённым, они начинают раскрывать неожиданные стороны своих личностей. Приём, начавшись как лёгкая вечеринка, становится всё более хаотичным, а между присутствующими начинают вспыхивать конфликты.

## В ролях
- Жан-Люк Бидо — Морис Дютуа
- Жан Шампион — Альфред Ламель
- Коринна Кодере — Симона
- Пьер Колле — Пьер Коллар
- Нейж Дольски — Эмма Дебонво
- Жак Риспаль — Рене Мерме
- Мишель Робен — Реми Пласе
- Розина Рошетт — Элен Жаке
- Франсуа Симон — Эмиль
- Сесиль Вассор — Алина